# توقيت بورتوريكو

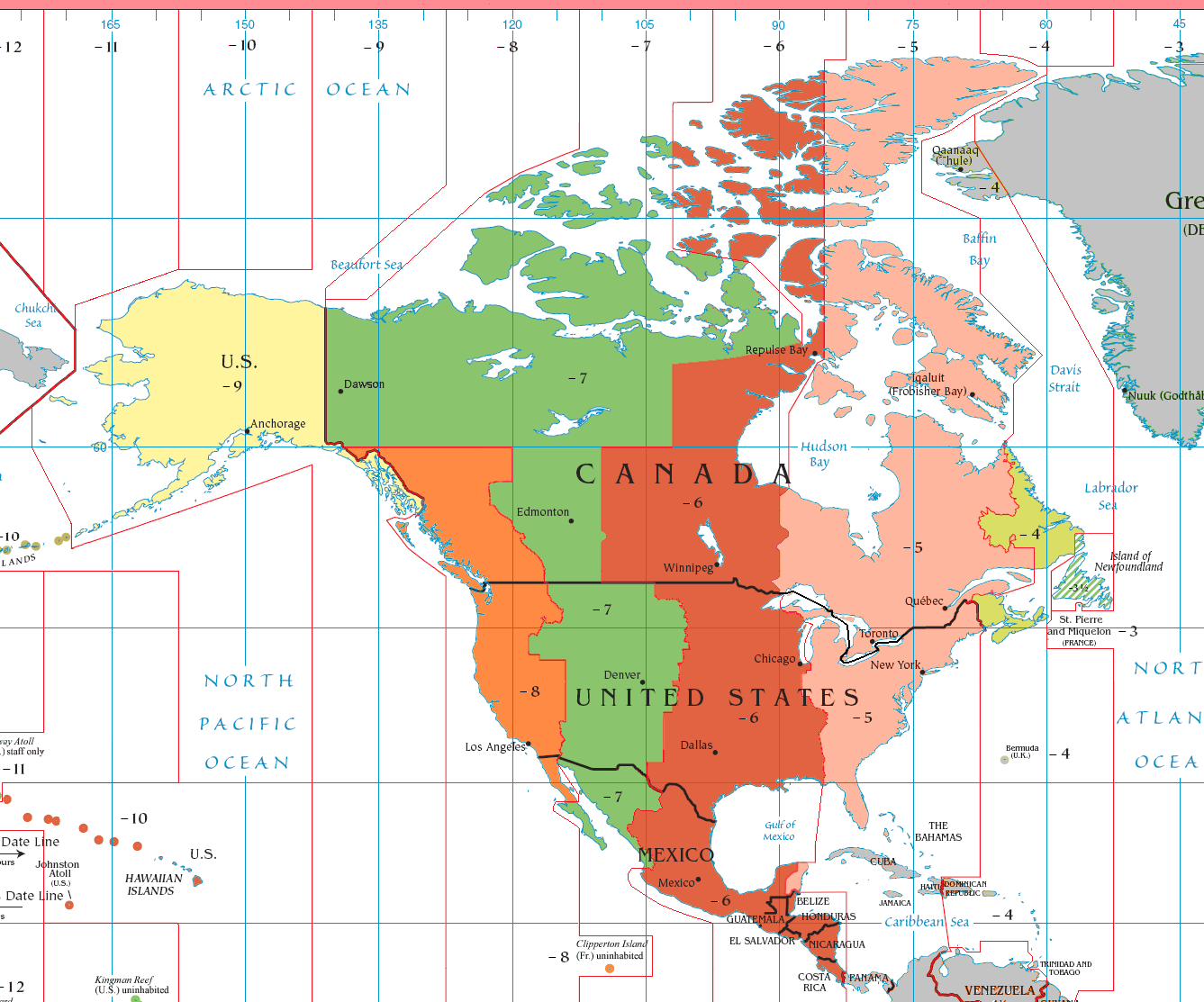

تستخدم بورتوريكو التوقيت الأطلسي القياسي على مدار العام, مع عدم وجود التوقيت الصيفي, نظرًا لمدى قربها من خط الاستواء. هذا صحيح أيضاً في جزر العذراء الأمريكية. ومن ثم, خلال فصل الصيف, تتطابق الساعات في بورتوريكو مع تلك الموجودة في مدينة نيويورك وميامي, بينما تتطابق الساعات الشتوية في الجزيرة مع تلك الموجودة في برمودا.